# Відпустка, яка не відбулася
«Відпустка, яка не відбулася» — радянський художній фільм 1976 року, знятий режисером Тимуром Золоєвим на Одеській кіностудії.

## Сюжет
Дружба потребує самовіддачі. Андрій, Юрій та Валера товаришували зі шкільної лави та вирішили провести відпустку разом. Однак мрії не судилося здійснитися — Андрій гине. І тільки тоді двоє друзів зрозуміли, що вони не підтримали товариша, не знайшли часу для душевної розмови. Отже, вони винні в тому ланцюзі помилок, які зробив їх друг, і які призвели його до загибелі. Чи могли вони щось змінити і у скрутну хвилину бути поруч?

## У ролях
- Михайло Жигалов — Валерій Михайлович
- Андрій М'ягков — Юрій Андрійович, дитячий кардіохірург
- Олександр Леньков — Андрій Ухтомський, артист лялькового театру
- Ірина Акулова — Наталка, дружина Валерія
- Євген Лебедєв — Михайло Іванович, професор-хірург
- Галина Дашевська — Тетяна Іванівна, колега Юрія
- Олена Тубольцева — Оля Косолапова, хвора дівчинка з дитбудинку
- Марина Кайдалова — Світлана, колишня дружина Андрія
- Сергій Яковлєв — Андрій Олександрович, батько Юрія
- Ніна Антонова — Антонова, мама Альоші
- Л. Байтальський — епізод
- Зінаїда Дехтярьова — мати Валерія
- Іван Колесніченко — водій
- Олександр Костюченко — Тенгіз (озвучила М. Корабельникова)
- Л. Морозовська — епізод
- Юрій Мочалов — лікар
- М. Новосьолова — епізод
- Нодар Піранішвілі — батько Тенгіза
- Дмитро Полинніков — Альоша
- Олександра Рославцева — епізод
- Володимир Січкар — директор лялькового театру
- Любов Ткаченко — дівчина з букетом
- Станіслава Шиманська — сусідка
- Андрій Думініка — відвідувач винної
- Борис Молодан — адміністратор театру

## Знімальна група
- Режисер — Тимур Золоєв
- Сценарист — Тимур Золоєв
- Оператори — Євген Козинський, Микола Луканьов
- Композитор — Мирослав Скорик
- Художники — Наталія Ієвлева, Володимир Єфімов